# Норт Огден (Јута)
Норт Огден (енгл. North Ogden) град је у америчкој савезној држави Јута.

## Демографија
По попису из 2010. године број становника је 17.357, што је 2.331 (15,5%) становника више него 2000. године.
| Група             | 2000.          | 2010.          |
| Белци             | 14.124 (94,0%) | 15.863 (91,4%) |
| Афроамериканци    | 55 (0,4%)      | 82 (0,5%)      |
| Азијати           | 118 (0,8%)     | 161 (0,9%)     |
| Хиспаноамериканци | 577 (3,8%)     | 945 (5,4%)     |
| Укупно            | 15.026         | 17.357         |